# Динейкин, Станислав Анатольевич
Станислав Анатольевич Динейкин (род. 10 октября 1973, Благодарный, Ставропольский край) — российский волейболист, диагональный, заслуженный мастер спорта.

## Биография
Станислав Динейкин — воспитанник сургутской спортивной школы, первым тренером спортсмена был Рафаэль Талгатович Хабибуллин. Впервые Динейкин заявил о себе в середине девяностых, выступая за «Самотлор», в составе которого в 1996 году стал бронзовым призёром чемпионата России. На своём дебютном турнире за сборную России — Мировой лиге-1996 — был признан лучшим нападающим, в том же году он вошёл в заявку на Олимпийские игры в Атланте.
После победы сборной на Кубке мира-1999 и серебра Мировой лиги-2000 Динейкин постепенно выпал из поля зрения российских болельщиков — его в течение четырёх лет не приглашали в национальную сборную. В это время Станислав успешно играл в Италии за «Парму», а после её расформирования — за «Сислей», в составе которого выиграл два скудетто.
Возвращение Станислава Динейкина в сборную получилось настолько триумфальным, что заставило её тренера Геннадия Шипулина признать невключение Динейкина в состав на Олимпиаду в Сиднее ошибкой. В январе 2004 года национальная команда уверенно выиграла олимпийский отборочный турнир в Лейпциге, где Станислав был хорош и в атаке, и на подаче, а совместный блок Динейкина с другим гигантом, Алексеем Казаковым (217 см), стал для соперников непреодолимой стеной — «четырьмя с половиной метра блока» по меткому выражению Вячеслава Платонова, наблюдавшего за этим турниром с места событий. На Олимпийских играх-2004 в Афинах Динейкин делил игровое время с Сергеем Барановым и с 57 очками стал одним из самых результативных игроков российской команды.
По окончании Олимпиады Станислав Динейкин вернулся в российский чемпионат, в московское «Динамо», где в 1993 году начиналась его профессиональная карьера. Став в 2006 году чемпионом России, перешёл в только что образованный «Динамо-Янтарь». В ноябре того же года опытный мастер вновь был вызван в сборную для участия в чемпионате мира. Всего за национальную команду провёл 136 игр, набрал 888 очков и 743 отыгранные подачи.
После вылета «Динамо-Янтаря» из Суперлиги Станислав Динейкин перешёл в краснодарское ГУВД-«Динамо», выступавшее в высшей лиге «А», а спустя год стал игроком «Локомотива-Белогорье». Здесь он вновь нашёл свою игру — под стать той, что демонстрировал последний раз в 2004-м, на олимпийской квалификации в Лейпциге, и внёс немалый вклад в успешное выступление белгородского клуба, ставшего впервые за последние четыре года серебряным призёром чемпионата России и вернувшегося в Лигу чемпионов. В сезоне 2011/12 годов выступал за одинцовскую «Искру».
После завершения спортивной карьеры тренировался с командами московского «Динамо», в 2013—2014 годах играл в Любительской волейбольной лиге города Москвы за команду «Реутов».

## Достижения

### Со сборными
- Бронзовый призёр XXVIII Олимпийских игр в Афинах (2004).
- Бронзовый призёр чемпионата Европы среди молодёжных команд (1993).
- Серебряный призёр чемпионата Европы (1999).
- Обладатель Кубка мира (1999).
- Серебряный (1998, 2000) и бронзовый (1996, 1997) призёр Мировой лиги. Лучший нападающий Мировой лиги (1996).
- Серебряный призёр Евролиги (2004).

### С клубами
- 2-кратный чемпион России (1994/95, 2005/06), серебряный (2004/05, 2009/10) и бронзовый (1995/96, 2010/11, 2011/12) призёр чемпионатов России.
- Обладатель Кубка России (1994), финалист Кубка России (2004).
- Бронзовый призёр чемпионата Бразилии (1998/99).
- 2-кратный чемпион Италии (2002/03, 2003/04).
- Обладатель Кубка Италии (2003/04).
- Обладатель Суперкубка Италии (2003).
- Обладатель Кубка Европейской конфедерации волейбола (2002/03).

## Награды и звания

Монумент «Звёзды нижневартовского спорта»

- Заслуженный мастер спорта России (1999).
- Медаль ордена «За заслуги перед Отечеством» II степени (16 марта 2007 года) — за заслуги в развитии физической культуры и спорта и многолетнюю добросовестную работу[7].
- Имя Станислава Динейкина увековечено на звезде монумента «Звёзды нижневартовского спорта».

## Личная жизнь
Сын Станислав (род. 15 сентября 2002 года) игрок волейбольного клуба «Зенит»,  победитель Чемпионата Европы U-20 в составе юношеской сборной России.